# Mezőkeresztes
Mezőkeresztes là một thành phố thuộc hạt Borsod-Abaúj-Zemplén, Hungary. Thành phố này có diện tích 74,26 km², dân số năm 2010 là 3964 người, mật độ 53 người/km².